# Kristin Scott Thomas
Kristin Ann Scott Thomas OBE (Redruth, Cornualla, 24 de maig de 1960) és una actriu britànica. Va estar nominada a l'Oscar a la millor actriu per El pacient anglès.

## Biografia
Thomas va néixer el 24 de maig de 1960 a Redruth, localitat de la Cornualla anglesa. Amb dinou anys va deixar el seu país i es va instal·lar a París on va estudiar art dramàtic a la École nationale supérieure des arts et techniques de théâtre (ENSATT). Va debutar el 1984 en un petit paper de perruquera en una sèrie que adaptava una de les novel·les del comissari Maigret, creat per Georges Simenon.
El 1992 va rodar Bitter Moon, en el paper de Fiona, dirigida per Roman Polanski i Quatre bodes i un funeral, dirigida per Mike Newell, totes dues amb Hugh Grant com a company de repartiment. Va ser nominada a l'Oscar a la millor actriu i al BAFTA a la millor actriu pel seu paper al melodrama èpic Pacient anglès,dirigit per Anthony Minghella el 1996, compartint repartiment amb Ralph Fiennes, Juliette Binoche i Willem Dafoe.
Al costat de Gary Oldman, Scott Thomas protagonitza la sèrie thriller d'espies Slow Horses (2022) d'Apple TV+, una adaptació de les novel·les de Mick Herron.
Tant el seu pare com el seu padrastre eren pilots i ambdós van morir en accidents aeris. Del matrimoni amb el metge francès François Olivennes, va ser mare de tres fills: Hannah, Joseph i George,
Kristin Scott Thomas va rebre el 2003 l'Orde de l'Imperi Britànic i el 2005 la Legió d'Honor. Ha treballat tant al cinema, com a la televisió i al teatre.

## Filmografia
- Under The Cherry Moon (1986): Mary Sharon
- Microcosmos: Narradora
- Força major (Force majeure) (1989)
- El ball del governador  (1990)
- Spymaker: La vida secreta d'Ian Fleming (1990)
- Bitter Moon (1992)
- Quatre bodes i un funeral (Four Weddings and a Funeral) (1994): Fiona
- Àngels i insectes (Angels & Insects) (1995): Matty Crompton
- Ricard III (Richard III) (1995): Lady Anne
- Secrets de confessió (Le Confessionnal) (1995)
- Missió: Impossible (Mission: Impossible) (1996): Sarah Davies
- El pacient anglès (The English Patient) (1996): Katharine Clifton[10]
- Souvenir (1996)
- Love & Confusions (Amour et confusions) (1997): Sarah
- L'home que xiuxiuejava als cavalls (The Horse Whisperer) (1998): Annie MacLean
- Capricis del destí (Random Hearts) (1999): Kay Chandler
- Play (2000): First Woman
- Una casa a Florència (Up at the Villa) (2000): Mary Panton
- Gosford Park (2001): Sylvia McCordle
- Life as a House (2001): Robin Monroe
- Small Cuts  (2003): Beatrice
- Arsène Lupin (2004): Joséphine, comtessa de Cagliostro
- Secrets de família (Keeping Mum) (2005): Gloria Goodfellow
- Alta societat (Chromophobia) (2005)
- L'humanoide perdut (Man to Man) (2005): Elena Van Den Ende
- The Walker (2007)
- Largon Winch (2008): Ann Ferguson
- Una família amb classe (2008): Veronica Whittaker
- Seuls two (2008): L'antiquària
- Fa molt de temps que t'estimo (2008)
- Les germanes Bolena (The Other Boleyn Girl) (2008)
- Nowhere Boy (2009): Mimi
- Partir (2009): Suzanne
- Confessions of a Sophaholic (2009)
- Contre toi (2010): Anna Cooper
- Crime d'amour (2010): Christine
- La clau de la Sarah (2010): Julia Jarmond
- The Woman in the Fifth (2011): Margit
- La pesca del salmó al Iemen (2011): Patricia Maxwell
- Dans la maison (2012): Jeanne Germain
- Cherchez Hortense (2012): Iva Delusi
- Bel Ami (2012): Virginie Walters
- La dona invisible (2013): Catherine Ternan
- Abans del fred hivern (2013): Lucie
- Only God Forgives (2013): Crystal
- My Old Lady (2014): Chloé Girard
- Suite francesa (2014): Madame Angellier
- Darkest Hour (2017)
- The Party (2017)
- Tomb Raider (2018): Ana Miller
- Au bout des doigts (2018): Countess Elizabeth Buckingham
- Fleabag (2019): Belinda (1 episodi)
- Military Wives (2019): Kate
- Rebecca (2020):	Mrs. Danvers
- Slow Horses (2022-): Diana Taverner
- North Star (2023): Diana Frost

## Premis i nominacions

### Premis
- 1995: BAFTA a la millor actriu secundària per Quatre bodes i un funeral[11]

### Nominacions
- 1997: Oscar a la millor actriu per El pacient anglès
- 1997: Globus d'Or a la millor actriu dramàtica per El pacient anglès
- 1997: BAFTA a la millor actriu per El pacient anglès
- 2009: Globus d'Or a la millor actriu dramàtica per Il y a longtemps que je t'aime
- 2009: BAFTA a la millor actriu per Il y a longtemps que je t'aime
- 2009: César a la millor actriu per Il y a longtemps que je t'aime
- 2010: BAFTA a la millor actriu secundària per Nowhere Boy
- 2010: César a la millor actriu per Partir
- 2011: César a la millor actriu per Elle s'appelait Sarah